# Кшивінське (Венґожевський повіт)
Кшивінське (пол. Krzywińskie, нім. Sonnheim) — село в Польщі, у гміні Позездже Венґожевського повіту Вармінсько-Мазурського воєводства.
Населення — 307 осіб (2011).
У 1975-1998 роках село належало до Сувальського воєводства.

## Демографія
Демографічна структура станом на 31 березня 2011 року:
|          | Загалом | Допрацездатний вік | Працездатний вік | Постпрацездатний вік |
| -------- | ------- | ------------------ | ---------------- | -------------------- |
| Чоловіки | 150     | 26                 | 111              | 13                   |
| Жінки    | 157     | 37                 | 89               | 31                   |
| Разом    | 307     | 63                 | 200              | 44                   |